# Valenza (chimica)

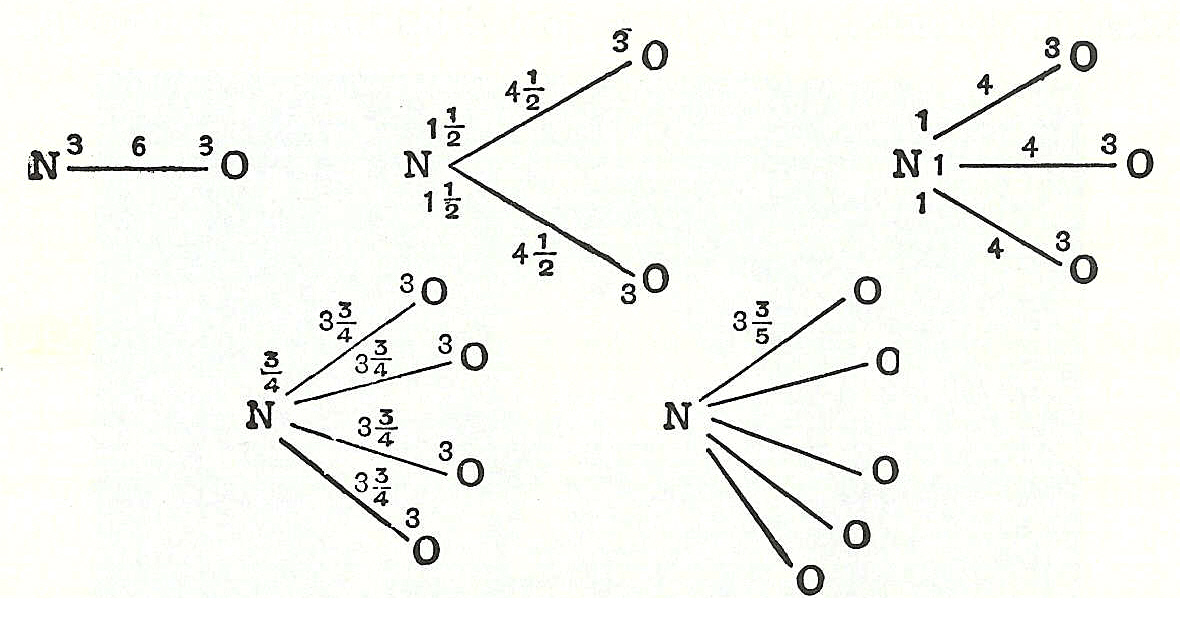
Combinazioni di particelle ultime di William Higgins (1789)

La valenza indica la capacità degli atomi di combinarsi con altri atomi appartenenti allo stesso elemento chimico o a elementi chimici differenti (vedi legame chimico). In particolare essa esprime il numero di atomi di idrogeno che si legano all'elemento nel suo composto binario. 

## Storia
Il concetto di valenza nacque dalle leggi delle combinazioni, in particolare dalla legge delle proporzioni multiple (1800) e dalla teoria atomica (1808), entrambe dovute a John Dalton. Tale concetto subì una profonda evoluzione dopo la scoperta della struttura atomica, soprattutto per opera di Albrecht Kossel, che propose (1916) la prima teoria della valenza basata sull'attrazione elettrostatica fra ioni recanti cariche opposte (valenza ionica che dà luogo al legame ionico), e contemporaneamente di Gilbert Lewis, che per primo associò la formazione di un legame alla compartecipazione di elettroni fra due atomi (legame covalente) ponendo alla base delle sue argomentazioni la regola enunciata da Richard Abegg nel 1904.
Il termine "valenza" è tuttora usato per indicare la carica di uno ione o il numero di elettroni che mette in compartecipazione o comunque impegna per formare legami (elettrone di valenza), ma spesso si parla di numero o stato di ossidazione quando si vuole specificare il segno della carica dello ione o di quella che l'atomo in questione assumerebbe se si assegnassero al più elettronegativo degli atomi interessati tutti gli elettroni che formano il legame.

## Esempio
Prendendo l'esempio dell'acido solforico, sapendo che l'ossigeno è più elettronegativo dello zolfo e dell'idrogeno, si ha che i numeri di ossidazione degli elementi che lo costituiscono sono:
```
     O-H
      |             idrogeno: +1
    O=S=O           zolfo: +6
      |             ossigeno: -2
     O-H
```

## Andamento della valenza nella tavola periodica
La valenza solitamente è legata al gruppo di appartenenza degli elementi. In particolare:
- IA → Valenza I
- IIA → Valenza II
- IIIA → Valenza I e III (eccezioni: boro valenza III e alluminio valenza III)
- IVA → Valenza II e IV (eccezioni: silicio valenza IV)
- VA → Valenza III e V
- VIA → Valenza II e IV e VI (eccezioni: ossigeno valenza II)
- VIIA → Valenza I e III e V e VII (eccezioni: fluoro valenza I)